# María del Carmen Parra Morales
Maria del Carmen Parra Morales (Guadix, 29 de juny de 1960) és una activista social valenciana. Segons la premsa de l'època, va ser la regidora més jove d'Espanya escollida en les eleccions municipals espanyoles de 1979, ja que va ser elegida amb 18 anys. És educadora ambiental, ha escrit contes i històries per a xiquets relacionades amb el medi ambient i les tradicions.

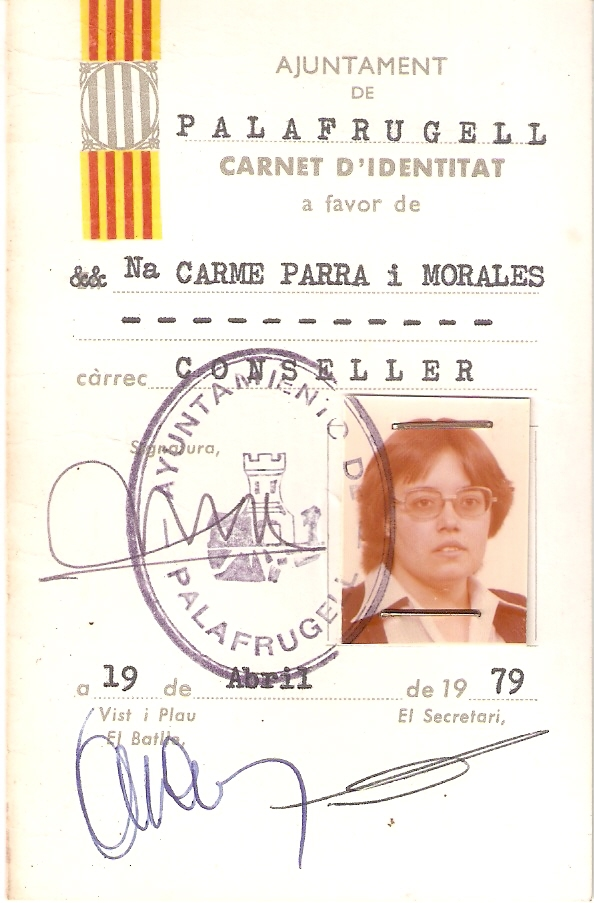
Carnet de consellera

Quan tenia quatre anys va anar a viure amb la seva família a Torrent (Baix Empordà). Van començar a viure a Palafrugell a l'any 1972. El 1977 va ingressar a la Joventut Comunista de Catalunya. El 1979, a les primeres eleccions municipals de la democràcia, es va presentar com a de candidata de la llista del PSUC i va ser elegida regidora amb l'edat de 18 anys. Segons les informacions del partit i de la premsa, era la regidora més jove d'Espanya. Va presidir la mesa d'edat del primer ple de l'ajuntament democràtic, juntament amb Jaume Guasch com a regidor de més edat. Llavors, es va elegir Albert Juanola com a batlle.
Va ser responsable de parcs i jardins. En aquell mandat, es va iniciar l'exposició de plantes i flors als jardins de can Bech, també era membre de la comissió de sanitat i serveis socials que presidia el tinent d'alcalde Tomàs Ferrer. En aquesta legislatura, es va iniciar la construcció de l'ambulatori, les millores de l'hospital, el projecte del llar d'infants i es va posar en marxa l'Àrea de Serveis Socials.
Treballava a la Sociedad Estatal Correos y Telégrafos de Palafrugell i Palamós. El 1985 va estudiar gelateria a l'obrador del president dels gelaters artesans del Trentino - Alto Adige, Antonio Munaretto. Va tenir una petita gelateria al passeig de Llafranc. El gener del 1990 va ser seleccionada per a treballar a l'Ente Público Retevisión a Madrid. Era la responsable de salut laboral de la secció sindical de CCOO Retevisión i membre del comitè de seguretat i higiene en el treball. Té la titulació de tècnic mitjà de salut laboral.
L'octubre del 1992 va ser traslladada al centre emissor de la Serra d'Aitana. Durant la legislatura municipal 1995-1999 va ser representant de CCOO Alacant-les Marines en el consell econòmic i social de l'Ajuntament de La Vila Joiosa. Des de l'any 2003 fins al 2012 va participar activament en l'AMPA Pla de Barraques del Campello, i amb les altres AMPES del poble van constituir la FAPA local, de la qual va ser elegida presidenta. També era vocal de la federació provincial d'AMPES Enric Valor d'Alacant.